# اندیس کوه رزوک
کوه رزوک یک اندیس فلزی است که در حوالی شهر نوک آباد استان سیستان و بلوچستان قرار دارد و مادهٔ معدنی موجود در آن، سرب است.سنگ میزبان این اندیس گدازه های بازالتی مربوط به سری فلیش ولکانیک است  